# Les Toulousains de Toulouse
 (août 2025).
La Société des Toulousains de Toulouse et Amis du Vieux Toulouse est une société savante fondée en 1904 à Toulouse par  Pierre Bacquié-Fonade.

## Objet
La société a pour objet la défense du patrimoine de la région, la protection du vieux Toulouse, ses monuments et sites archéologiques, et tout ce qui présente un intérêt pour la connaissance du passé historique de la région. Elle organise des conférences et des visites de monuments ou d'expositions. Elle est affiliée à la Fédération historique de Midi-Pyrénées.
Le siège de la société est, au cœur même de la vieille ville, l'hôtel du May, ancien hôtel particulier de la Renaissance. L'hôtel du May abrite aussi le Musée du Vieux Toulouse, créé sur l’impulsion de Pierre Salies en 1955 pour succéder au « musée des Toulousains » institué par la société au moment de sa fondation, en 1904. La société possède aussi une bibliothèque et un important fonds d'archives.
La société devient école félibréenne et adhère à la maintenance du Languedoc dès sa fondation en 1904.

## Publications
La société publie un bulletin mensuel, l'Auta, sans interruption depuis 1906. Sa collection comprend plus de vingt mille pages, sur des sujets traités par les adhérents de la société, universitaires, conservateurs de musées, bibliothécaires, ou amateurs éclairés.